# Derek Daly
 Derek Daly  va ser un pilot de curses automobilístiques irlandès que va arribar a disputar curses de Fórmula 1.
Va néixer l'11 de març del 1953 a Dundrum, Irlanda.

## A la F1
Derek Daly va debutar a la quarta cursa de la temporada 1978 (la 29a temporada de la història) del campionat del món de la Fórmula 1, disputant el 2 d'abril del 1978 el G.P. de l'oest dels Estats Units al circuit de Long Beach.
Va participar en un total de seixanta-quatre curses puntuables pel campionat de la F1, disputades en cinc temporades consecutives (1978 - 1982), aconseguint dos quarts llocs com millor classificació en una cursa, assolí quinze punts pel campionat del món de pilots.

## Resultats a la Fórmula 1
| Any  | Equip                          | Xassís   | Motor | 1         | 2       | 3         | 4         | 5       | 6       | 7       | 8       | 9       | 10      | 11      | 12      | 13      | 14      | 15      | 16    | Posició | Punts |
| ---- | ------------------------------ | -------- | ----- | --------- | ------- | --------- | --------- | ------- | ------- | ------- | ------- | ------- | ------- | ------- | ------- | ------- | ------- | ------- | ----- | ------- | ----- |
| 1978 | Olympus Cameras Hesketh Racing | Hesketh  | Ford  | ARG       | BRA     | SUD       | O.USA NVQ | MON NVQ | BEL NVQ | ESP     | SUE     |         |         |         |         |         |         |         |       | 19è     | 1     |
| 1978 | Team Tissot Ensign             | Ensign   | Ford  |           |         |           |           |         |         |         |         | FRA NVQ | GBR Ret | ALE     | AUT DSQ | HOL Ret | ITA 10  | USA 8   | CAN 6 | 19è     | 1     |
| 1979 | Team Ensign                    | Ensign   | Ford  | ARG 11    | BRA 13  |           |           | ESP NVQ | BEL NVQ |         |         |         |         |         |         |         |         |         |       | -       | 0     |
| 1979 | Team Ensign                    | Ensign   | Ford  |           |         | SUD NVQ   | O.USA Ret |         |         | MON NVQ | FRA     | GBR     | ALE     |         |         |         |         |         |       | -       | 0     |
| 1979 | Candy Tyrrell Team             | Tyrrell  | Ford  |           |         |           |           |         |         |         |         |         |         | AUT 8   | HOL     | ITA     | CAN Ret | USA Ret |       | -       | 0     |
| 1980 | Candy Tyrrell Team             | Tyrrell  | Ford  | ARG 4     | BRA 14  | SUD Ret   |           |         |         |         |         |         |         |         |         |         |         |         |       | 11è     | 6     |
| 1980 | Candy Tyrrell Team             | Tyrrell  | Ford  |           |         |           | O.USA 8   | BEL 9   | MON Ret | FRA 11  | GBR 4   | ALE 10  | AUT Ret | HOL Ret | ITA Ret | CAN Ret | USA Ret |         |       | 11è     | 6     |
| 1981 | March Grand Prix Team          | March    | Ford  | O.USA NVQ | BRA NVQ | ARG NVQ   | SMR NVQ   | BEL NVQ | MON NVQ | ESP 16  | FRA Ret | GBR 7   | ALE Ret | AUT 11  | HOL Ret | ITA Ret | CAN 8   | LVG NVQ |       | -       | 0     |
| 1982 | Theodore Racing Team           | Theodore | Ford  | SUD 14    |         |           |           |         |         |         |         |         |         |         |         |         |         |         |       | 13è     | 8     |
| 1982 | Theodore Racing Team           | Theodore | Ford  |           | BRA Ret | O.USA Ret | SMR       |         |         |         |         |         |         |         |         |         |         |         |       | 13è     | 8     |
| 1982 | TAG Williams Team              | Williams | Ford  |           |         |           |           | BEL Ret | MON 6   | E.USA 5 | CAN 7   | HOL 5   | GBR 5   | FRA 7   | ALE Ret | AUT Ret | SUI 9   | ITA Ret | LVG 6 | 13è     | 8     |

### Resum
| Curses: | Victòries: | Pòdiums: | Poles: | Voltes ràpides: | Punts: |
| ------- | ---------- | -------- | ------ | --------------- | ------ |
| 64 (49) | 0          | 0        | 0      | 0               | 15     |